# Economía de Yemen
Yemen es un país con ingresos reducidos, que es altamente dependiente de la exportación de pequeños yacimientos de petróleo, el cual es responsable por 25% del producto interior bruto y 70% de las rentas gubernamentales. Es, sin embargo, el país más pobre del Oriente Medio. La agricultura es favorecida por ser la única región de la Península árabe con lluvias regulares.
El país ha intentado enfrentar los efectos de la declinación en la producción de petróleo, diversificando la economía a partir de un programa de reformas iniciado en 2006, destinado a sectores no-petrolíferos y a la atracción de inversiones extranjeras. En octubre de 2009 el país exportó por primera vez gas natural, como primer resultado de este programa de diversificación. En enero de 2010 la comunidad internacional estableció el programa Compañeros del Yemen, para apoyar los esfuerzos de diversificación económica, y en agosto del mismo año, el Fondo Monetario Internacional aprobó un programa de ayuda al país, de 370 millones de dólares estadounidenses en tres años. A pesar de estas ambiciosas iniciativas, el país continúa enfrentando programas a largo plazo, incluyendo la escasez de agua y el elevado crecimiento poblacional.
La expulsión de más de un millón de trabajadores yemenís de la Arabia Saudí durante a Guerra del Golfo, en 1990 tuvo como consecuencia un acentuado declinio económico.